# Dorstenia bergiana
Dorstenia bergiana är en mullbärsväxtart som beskrevs av M.E.E. Hijman. Dorstenia bergiana ingår i släktet Dorstenia och familjen mullbärsväxter. Inga underarter finns listade i Catalogue of Life.